# Pasteli

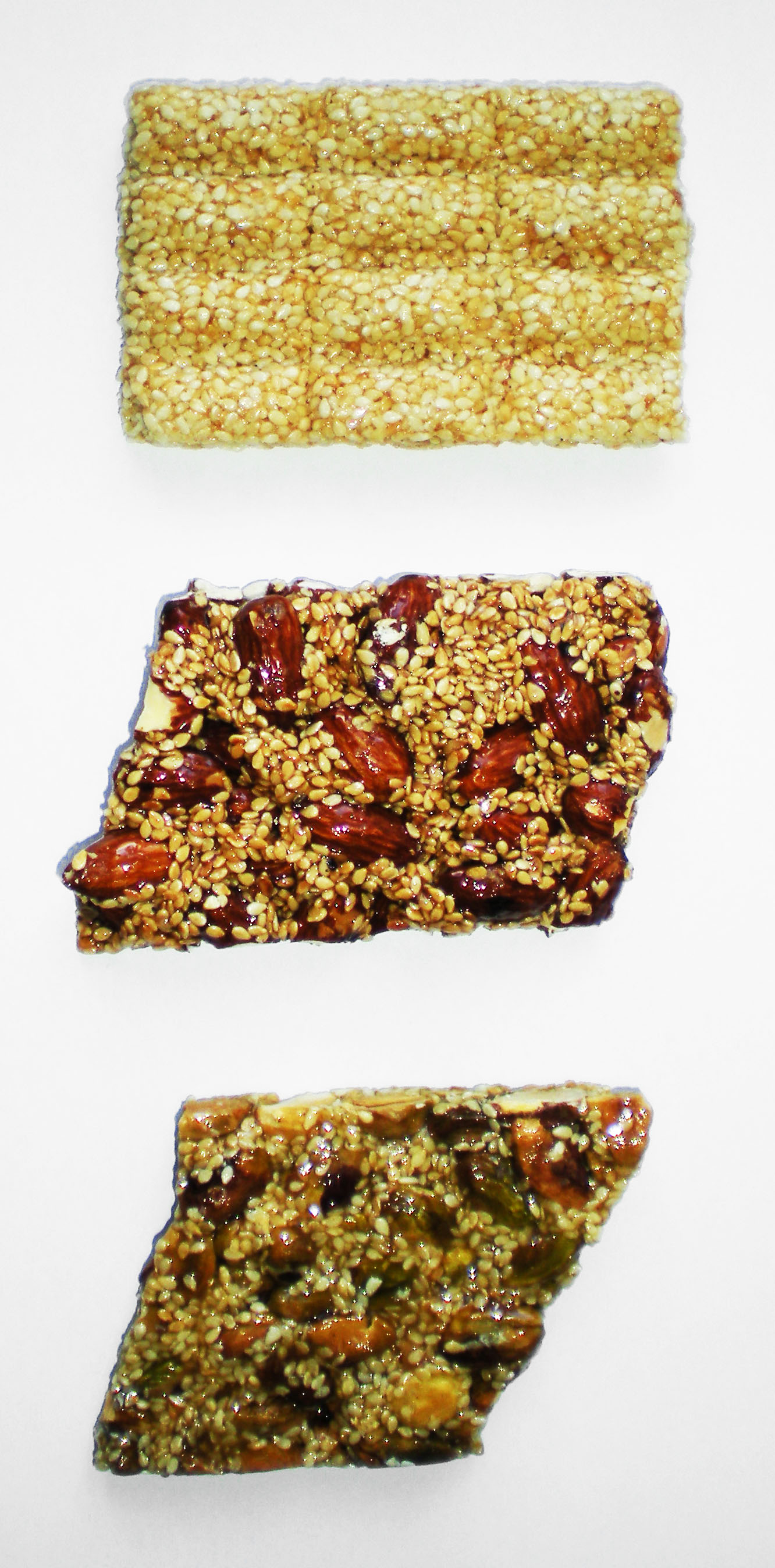
Varianti di Pasteli: con sesamo, mandorle e pistacchi.

Il pasteli è un tradizionale dolcetto composto di una pasta caramellata ricavata dal succo di carrube, originario dell'isola di Cipro.
Un tempo, il pasteli era una specialità culinaria prodotta anche da altre regioni cipriote (Pafo, Limassol e Karpasia): la produzione artigianale è oggi quasi esclusivamente limitata al villaggio di Anogyra (Limassol). Per evitare che questo antichissimo dolce scompaia definitivamente, il pasteli è stato inventariato nell'arca del gusto – slow food.

## Storia
Già Omero cita nell'Iliade  un "Intrion" (ἴντριον) di miele e sesamo.  Anche Erodoto cita un tipo di dolce simile, che veniva servito nelle danze fra giovani. Nell'antica Atene veniva offerto agli ospiti che arrivavano per partecipare alle nozze, un misto di grani di sesamo arrostiti e pestati insieme a miele. Questa usanza perdura: nelle Cicladi ancor oggi vengono offerti agli invitati a nozze o battesimi i Pasteli e a Donoussa, insieme a foglie di limone.

## Composizione e diffusione
Il classico Pasteli consiste in un insieme di semi di sesamo, che viene cotto con miele in una specie di croccante/biscotto o barretta. È diffuso anche in particolare nella zona di Salonicco, ove viene coltivato il sesamo. Qui si trovano anche parecchie panetterie che producono Pasteli.
In tutta la Grecia è in aumento il favore per i Pasteli, che vengono prodotti anche con mandorle, arachidi, nocciole o pistacchi. Oltre al miele vengono utilizzati anche glucosio e zucchero. Essi vengono venduti anche nei tipici chioschi greci, i periptero, i cui Pasteli acquistano consistenza grazie ai cristalli di zucchero.